# Sweep of Days
Sweep of Days è il secondo album discografico del gruppo musicale danese Blue Foundation, pubblicato nel 2004.

## Tracce
1. History – 0:57
2. As I Moved On – 4:01
3. End of the Day (Silence) – 4:04
4. Ricochet – 6:01
5. 2:17 AM – 3:01
6. Embers – 5:27
7. Bonfires – 4:15
8. The Yellow Man – 3:37
9. Shine – 4:47
10. Save This Town – 3:39
11. Sweep – 10:53
12. My Day – 10:00